# Susan Sloan
Susan Sloan (n. 5 aprilie 1958, Stettler⁠(d), Alberta, Canada) este o înotătoare ce a reprezentat Canada, medaliată olimpică. A participat la o ediție a Jocurilor Olimpice (1976) în care a câștigat două medalii de bronz.